# رسفه

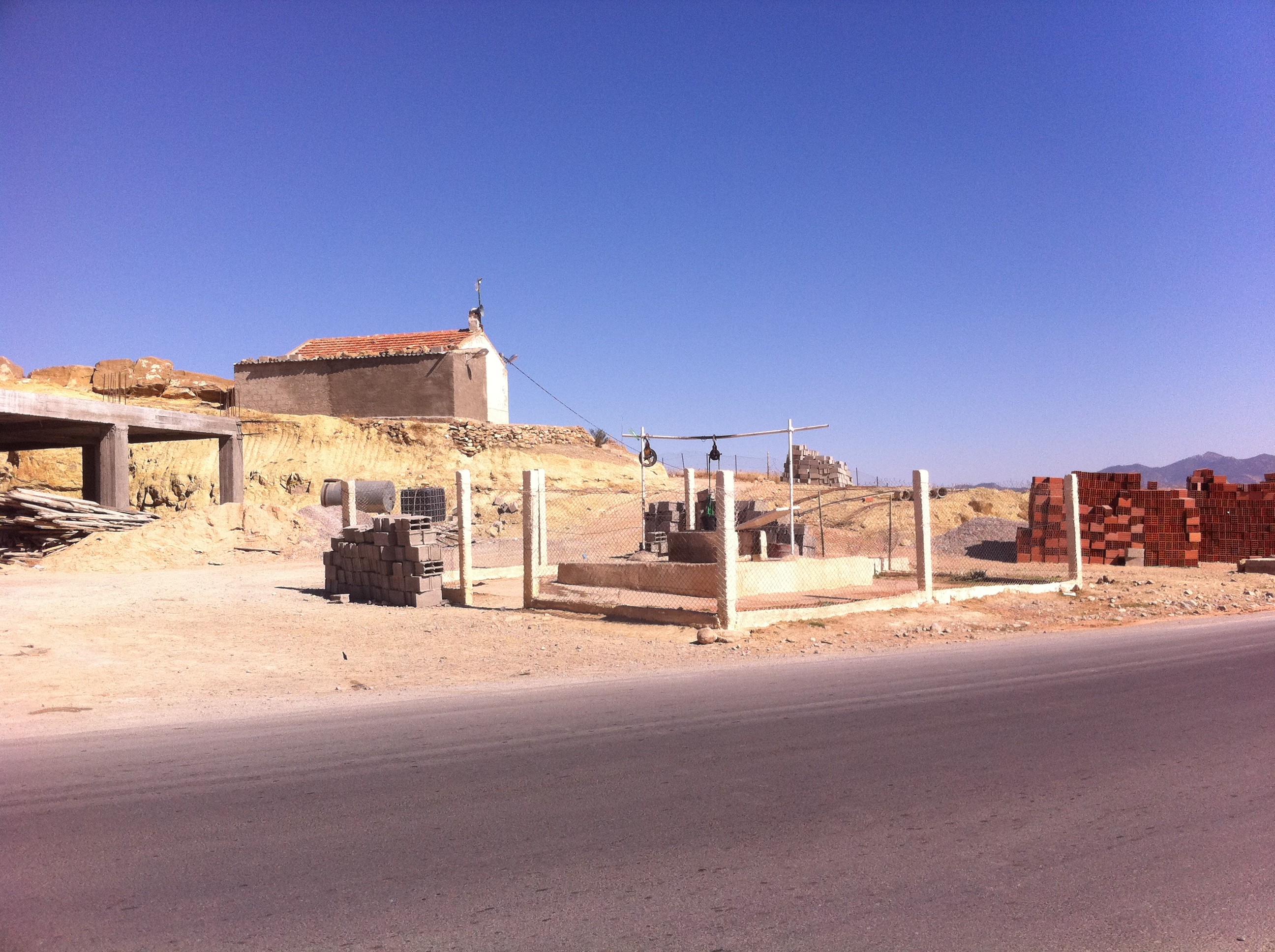
شهر رسفه

رسفه (به عربی: رسفة) یک شهرداری در الجزایر است که در استان سطیف واقع شده‌است.